# Het busje komt zo (single)
Het busje komt zo, vaak simpelweg afgekort tot Busje komt zo, is een single uit 1995 van het Sallandse duo Höllenboer en staat op het gelijknamige album.

## Achtergrond

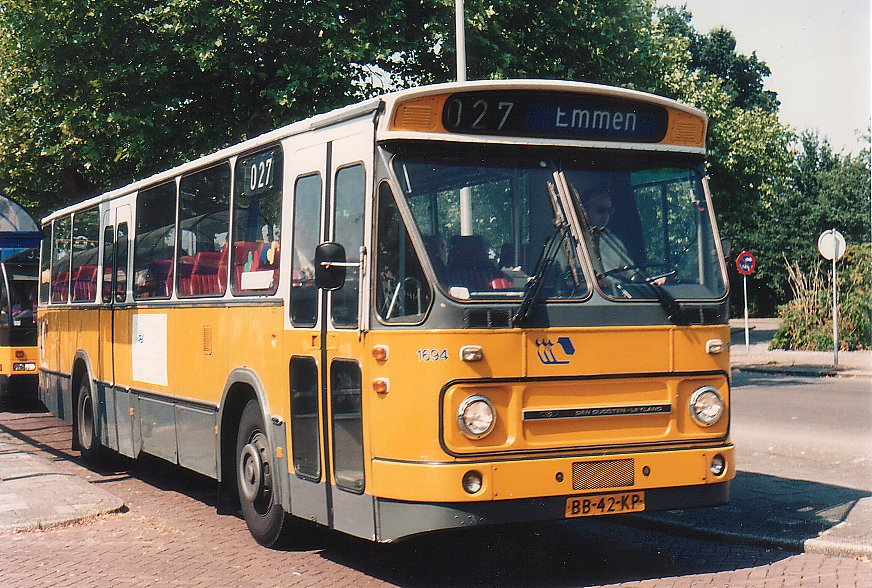
Het type standaardstreekbus zoals te zien in de videoclip, daarin bestuurd door “de Neuze” (Teun Stevens)

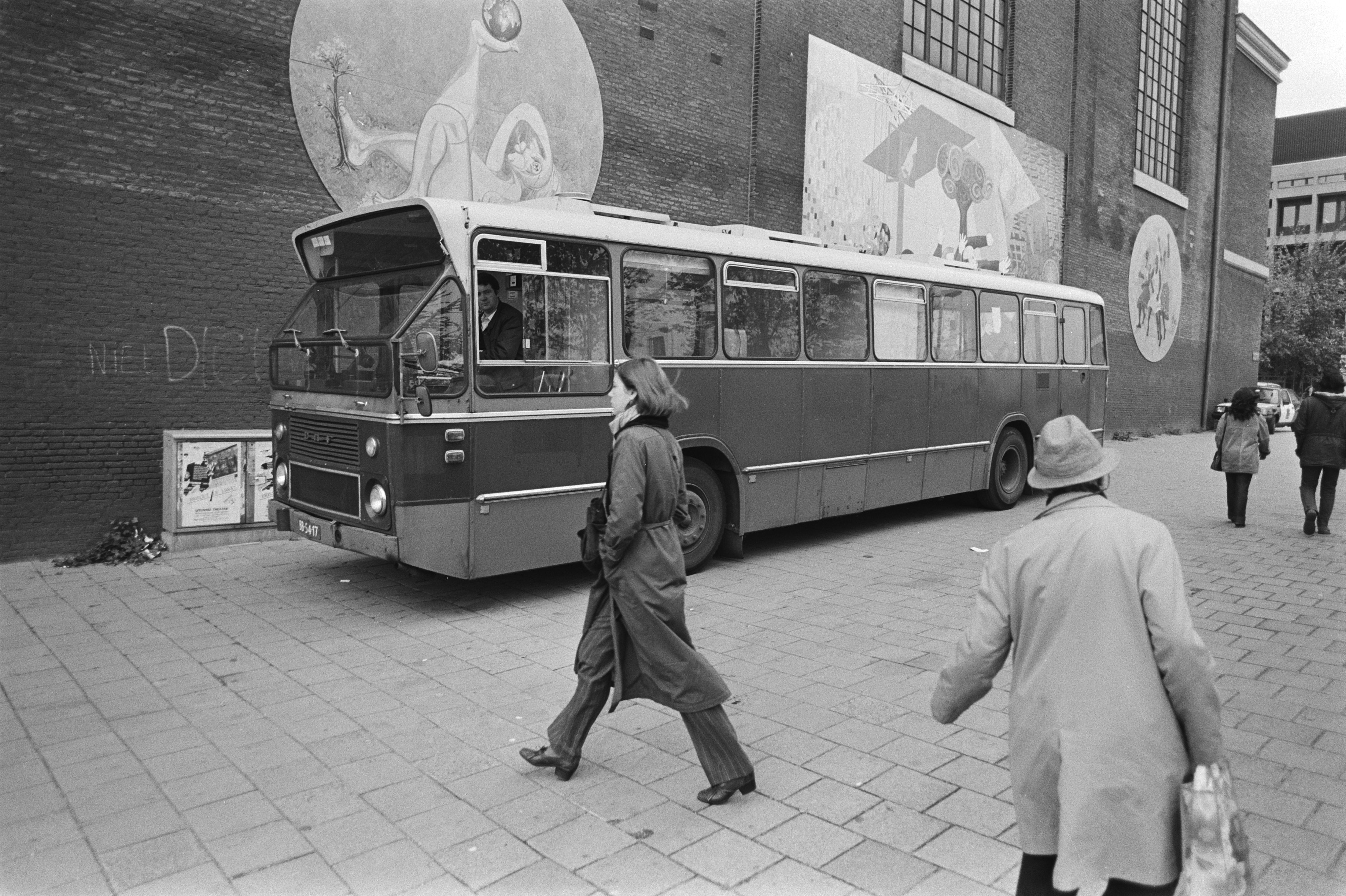
Een echte methadonbus in Amsterdam

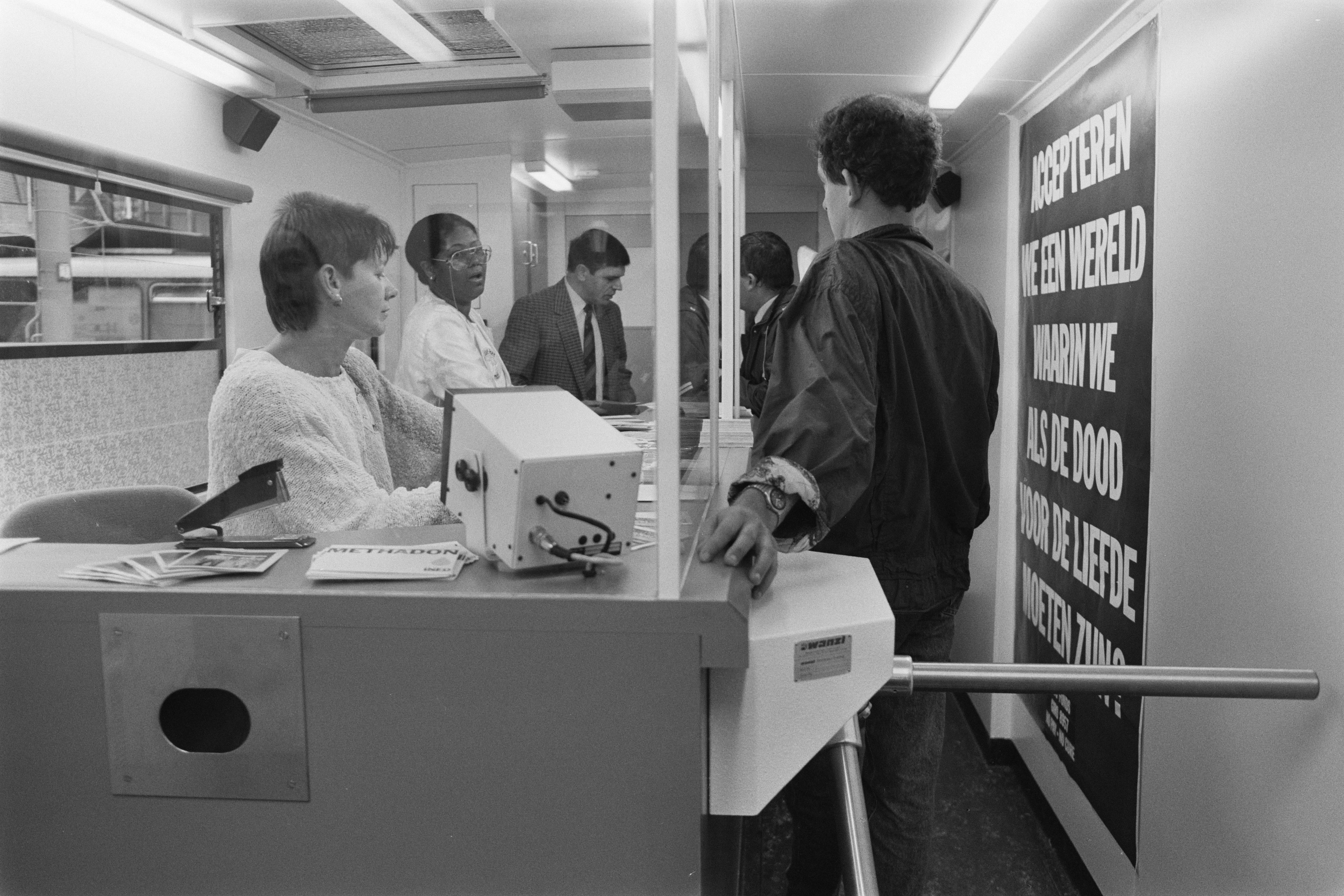
Interieur methadonbus 1989

De tekst is satirisch over twee verslaafden, die wachten op de methadonbus, die hen uiteindelijk doodrijdt. Het lied wordt gezongen met een Sallandse tongval, begeleid door akoestische gitaar. Deze makkelijk mee te zingen tekst en simpele melodie, maakt het tot een geschikt karaokenummer. De oneliner "Busje komt zo" werd fameus en wordt humoristisch in andere context aangehaald. De klemtoon in deze zin kan verschil in betekenis maken. Schertsend kan met ‘busje’ ook een ambulance voor een psychiatrische inrichting bedoeld worden.
De zanger, Gerard Oosterlaar, was toen verpleegkundige in de verslavingszorg en maakte de tekst om op ludieke wijze het zware onderwerp verslaving te presenteren op een studiedag. Hij wilde hiermee een statement maken tegen de geplande bezuiniging waarbij de methadonposten vervangen zouden worden door de busjes.
De verrassende eenvoud gecombineerd met de tragiek van het wachten op iets dat misschien wel nooit komt, bracht het nummer een onverwacht groot succes. Zo stond de videoclip een tijd in hitlijsten boven “Thriller” van Michael Jackson, en was dit eerste Nederlandstalige clip op de BBC Top of the Pops. Het nummer werd in 2014 benoemd tot irritantste nummer 1-hit. De cd-single stond 12 weken in de Nederlandse Top 40, waarvan vijf weken op de eerste plaats. In Vlaanderen bereikte de tweede plaats in de Ultratop, waar het 17 weken in stond. Zelf vond het duo dit geen best nummer en dat ze betere teksten hebben geschreven. Op 18 oktober 2020 zond RTV Oost een korte documentaire uit onder de titel "25 jaar na het Busje: met een 'kutnummer' naar het Olympisch Stadion".

## Hitnoteringen

### Nederlandse Top 40
| Het busje komt zo in de Nederlandse Top 40 -- binnen: 16 september 1995 | Het busje komt zo in de Nederlandse Top 40 -- binnen: 16 september 1995 | Het busje komt zo in de Nederlandse Top 40 -- binnen: 16 september 1995 | Het busje komt zo in de Nederlandse Top 40 -- binnen: 16 september 1995 | Het busje komt zo in de Nederlandse Top 40 -- binnen: 16 september 1995 | Het busje komt zo in de Nederlandse Top 40 -- binnen: 16 september 1995 | Het busje komt zo in de Nederlandse Top 40 -- binnen: 16 september 1995 | Het busje komt zo in de Nederlandse Top 40 -- binnen: 16 september 1995 | Het busje komt zo in de Nederlandse Top 40 -- binnen: 16 september 1995 | Het busje komt zo in de Nederlandse Top 40 -- binnen: 16 september 1995 | Het busje komt zo in de Nederlandse Top 40 -- binnen: 16 september 1995 | Het busje komt zo in de Nederlandse Top 40 -- binnen: 16 september 1995 | Het busje komt zo in de Nederlandse Top 40 -- binnen: 16 september 1995 | Het busje komt zo in de Nederlandse Top 40 -- binnen: 16 september 1995 |
| Week                                                                    | 37                                                                      | 38                                                                      | 39                                                                      | 40                                                                      | 41                                                                      | 42                                                                      | 43                                                                      | 44                                                                      | 45                                                                      | 46                                                                      | 47                                                                      | 48                                                                      |                                                                         |
| ----------------------------------------------------------------------- | ----------------------------------------------------------------------- | ----------------------------------------------------------------------- | ----------------------------------------------------------------------- | ----------------------------------------------------------------------- | ----------------------------------------------------------------------- | ----------------------------------------------------------------------- | ----------------------------------------------------------------------- | ----------------------------------------------------------------------- | ----------------------------------------------------------------------- | ----------------------------------------------------------------------- | ----------------------------------------------------------------------- | ----------------------------------------------------------------------- | ----------------------------------------------------------------------- |
| Positie                                                                 | 9                                                                       | 1                                                                       | 1                                                                       | 1                                                                       | 1                                                                       | 1                                                                       | 3                                                                       | 7                                                                       | 11                                                                      | 14                                                                      | 22                                                                      | 36                                                                      | uit                                                                     |

### Single Top 100
| België in de Nederlandse Single Top 100 -- binnen: 16-09-1995 | België in de Nederlandse Single Top 100 -- binnen: 16-09-1995 | België in de Nederlandse Single Top 100 -- binnen: 16-09-1995 | België in de Nederlandse Single Top 100 -- binnen: 16-09-1995 | België in de Nederlandse Single Top 100 -- binnen: 16-09-1995 | België in de Nederlandse Single Top 100 -- binnen: 16-09-1995 | België in de Nederlandse Single Top 100 -- binnen: 16-09-1995 | België in de Nederlandse Single Top 100 -- binnen: 16-09-1995 | België in de Nederlandse Single Top 100 -- binnen: 16-09-1995 | België in de Nederlandse Single Top 100 -- binnen: 16-09-1995 | België in de Nederlandse Single Top 100 -- binnen: 16-09-1995 | België in de Nederlandse Single Top 100 -- binnen: 16-09-1995 | België in de Nederlandse Single Top 100 -- binnen: 16-09-1995 | België in de Nederlandse Single Top 100 -- binnen: 16-09-1995 | België in de Nederlandse Single Top 100 -- binnen: 16-09-1995 |
| Week                                                          | 37                                                            | 38                                                            | 39                                                            | 40                                                            | 41                                                            | 42                                                            | 43                                                            | 44                                                            | 45                                                            | 46                                                            | 47                                                            | 48                                                            |                                                               |                                                               |
| ------------------------------------------------------------- | ------------------------------------------------------------- | ------------------------------------------------------------- | ------------------------------------------------------------- | ------------------------------------------------------------- | ------------------------------------------------------------- | ------------------------------------------------------------- | ------------------------------------------------------------- | ------------------------------------------------------------- | ------------------------------------------------------------- | ------------------------------------------------------------- | ------------------------------------------------------------- | ------------------------------------------------------------- | ------------------------------------------------------------- | ------------------------------------------------------------- |
| Positie                                                       | 6                                                             | 1                                                             | 1                                                             | 1                                                             | 1                                                             | 2                                                             | 3                                                             | 7                                                             | 11                                                            | 16                                                            | 24                                                            | 29                                                            | uit                                                           |                                                               |

### NPO Radio 2 Top 2000
Het busje komt zo stond alleen in 1999 in de NPO Radio 2 Top 2000, op plek 1153.

## Trivia
- Het nummer bevat slechts drie akkoorden: C-A-D, wat een afkorting is voor het Consultatiebureau voor Alcohol en Drugs.
- Er verscheen een variant Knutsel komt zo (Smurfen) en René van der Gijp maakte: Mijn zusje komt zo.[11]